# Lachnum melanophthalmum
Lachnum melanophthalmum är en svampart som först beskrevs av Dennis, och fick sitt nu gällande namn av Spooner 1987. Lachnum melanophthalmum ingår i släktet Lachnum och familjen Hyaloscyphaceae.   Inga underarter finns listade i Catalogue of Life.